# Маршалловы Острова
Марша́лловы Острова́ (марш. Ṃajeḷ, англ. Marshall Islands), официальное название — Респу́блика Марша́лловы Острова́ (марш. Aolepān Aorōkin Ṃajeḷ, англ. Republic of the Marshall Islands) — тихоокеанское государство в Микронезии, ассоциированное с США. Граничит на западе и юго-западе с водами Федеративных Штатов Микронезии, на юге с водами Кирибати, в остальных частях — с открытым морем Тихого океана. Протяжённость прибрежной полосы — 370,4 км. Республика Маршалловы Острова расположена на 29 атоллах и 5 островах архипелага Маршалловы острова, состоящего из цепей Ралик и Ратак. Общая площадь суши — 181,3 км²; территории, занятой лагунами, — 11 673 км².
Население Маршалловых Островов — 63 851 человек. Столица — город Маджуро. Государственные языки — маршалльский и английский.
Первым островом, замеченным европейцами, стал атолл Бокак, открытый испанским мореплавателем Алонсо де Саласаром в 1526 году. Впоследствии Маршалловы Острова поочерёдно становились территорией разных колониальных держав: в 1886 году — Германии, в 1914 году — Японии, которая продолжила управлять островами после Первой мировой войны уже по мандату Лиги Наций, в 1947 году — включены в состав подопечной территории ООН под управлением США. Как государственное образование Маршалловы Острова возникли в 1983 году в результате раздела подопечной территории ООН Тихоокеанские острова. С 1986 года Острова находятся в «свободной ассоциации» с США. Маршалловы Острова — член ООН и Тихоокеанского сообщества.

## Этимология
Маршалловы Острова названы в честь британского капитана Джона Маршалла (также известного под именем Уильям Маршалл), который вместе с другим капитаном Томасом Гилбертом, в честь которого названы соседние острова Гилберта, исследовал архипелаг в 1788 году во время перевозки заключённых в Новый Южный Уэльс.

## География

### Общая география
См. также Список Маршалловых островов

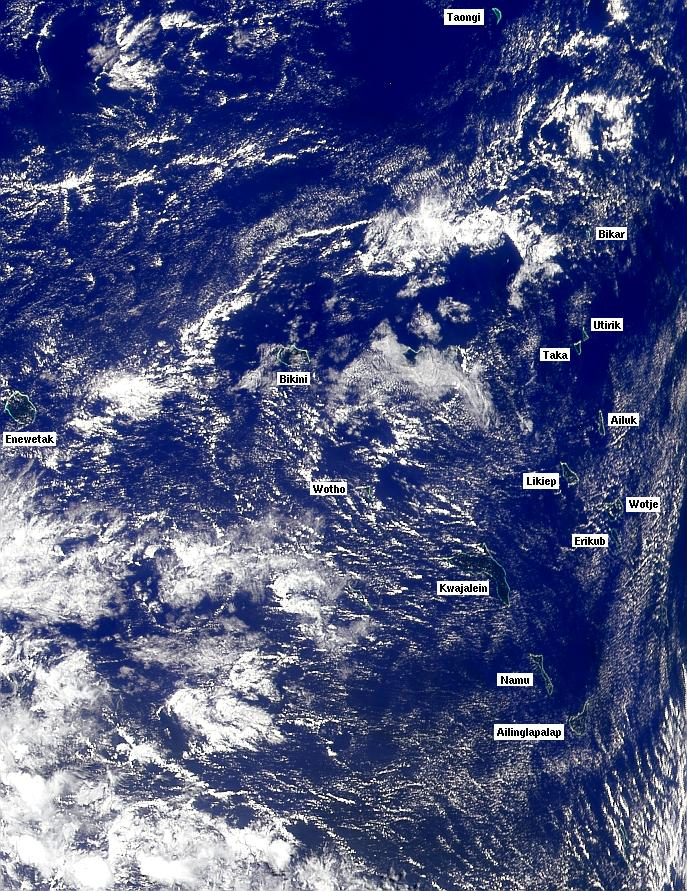
Снимок Маршалловых Островов с космического спутника. март 1999 г.

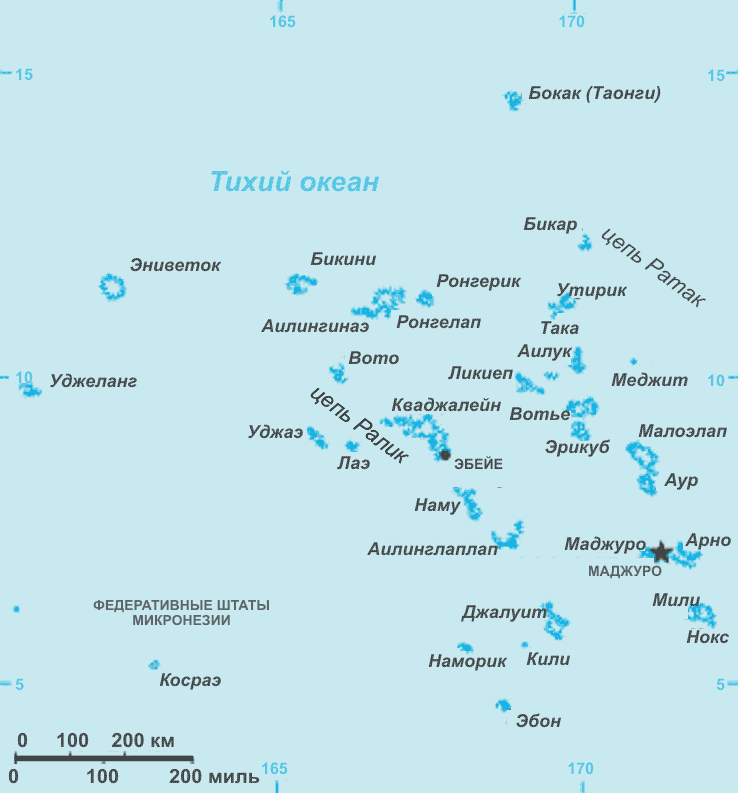
Карта островов

Микронезийское государство Маршалловы Острова представляет скопление из атоллов и островов, расположенных в Тихом океане немного севернее экватора. Столица страны, город Маджуро, расположен в 3438 км к западу от города Гонолулу, административного центра американского штата Гавайи, в 3701 км к юго-востоку от Токио, столицы Японии, и в 3241 км к юго-востоку от города Сайпан, столицы Северных Марианских Островов. Ближайшие архипелаги — Каролинские острова, принадлежащие Федеративным Штатам Микронезии и расположенные к юго-западу от Маршалловых островов, и острова Гилберта, лежащие к юго-востоку и принадлежащие Республике Кирибати.
Площадь суши Маршалловых Островов составляет всего 181,3 км², в то время как площадь территории, занятой лагунами, — 11 673 км². Страна расположилась на 29 атоллах и 5 отдалённых островах, которые разделены на две группы: 18 островов в цепи Ралик (в переводе с маршалльского языка «закат») и 16 островов в цепи Ратак (или Радак; в переводе с маршалльского языка «восход»). Обе цепи находятся примерно в 250 км друг от друга и тянутся с северо-запада на юго-восток примерно на 1200 км. Важнейшими островами являются атоллы Кваджалейн и Маджуро. Крупнейший остров Республики Маршалловы Островов, Кваджалейн, одновременно является атоллом с крупнейшей лагуной в мире. Несмотря на то, что площадь его суши всего 16,32 км² (или 6,3 кв. мили), площадь лагуны составляет 2174 км² (или 839,3 кв. мили). Все острова низменны, а атоллы состоят из большого количества моту, общая численность которых в стране превышает 1100. Высшая точка страны, которая достигает всего 10 м, расположена на атолле Ликиеп.
Самым северным островом Республики Маршалловы Острова является остров Бокак (или Таонги) в цепи Ратак: он расположен в 280 км к северо-западу от оспариваемого страной атолла Уэйк, находящегося сейчас под управлением США. Самый южный остров Маршалловых Островов — атолл Эбон, самый западный — Уджеланг (они оба расположены в цепи Ралик), самый восточный — Нокс в цепи Ратак.

### Геология

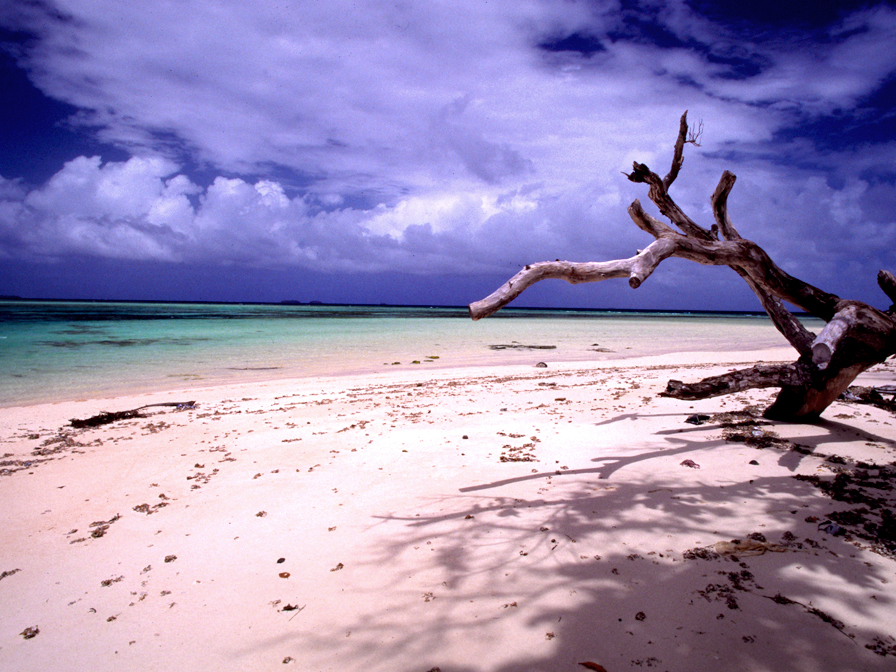
Пляж одного из атоллов страны.

Двадцать девять из тридцати четырёх островов Республики Маршалловы Острова — атоллы (остальные острова представляют собой поднятые атоллы). Согласно теории Чарлза Дарвина, формирование атоллов происходило в результате погружения вулканических островов, у поверхности которых постепенно росли кораллы. Происходило формирование окаймляющего рифа, а впоследствии и барьерного, который постепенно надстраивался кораллами. В результате возникала суша атолла. Рост кораллов и водорослей шёл наиболее активно в районах рифа, обращённых к океану, в результате эти внешние края рифа поспевали за оседанием вулканического острова; в то же время внутренние же районы острова, наоборот, погружались под воду. Впоследствии в этих местах произошло формирование мелководных лагун.
На поверхности рифов постепенно накапливался песок, который формировался под воздействием волн и течений, особенно во время сильных приливов и отливов. В приливной же зоне пляжа образовывалась береговая порода, внешний наклонный пласт из камней. В результате у наземных растений появлялась опора, на которой они могли бы расти. На острове же формировалось стойкая к высокому содержанию солей в почве растительность, которая своими корнями скрепляла различные осадочные породы и препятствовала водной и ветряной эрозии. Так формировались песчаные островки, или моту, атолла.
Поднятый атолл представляет собой поднятый вулканический остров, образовавшийся в результате подъёма коралловой платформы, или макатеа, которая окружает вулканическое плато в центре острова. Есть и подводные горы — гайоты (например, Рувитунтун).
Полезные ископаемые, выработки которых можно было бы осуществлять в промышленных размерах, на поверхности и в недрах Маршалловых островов отсутствуют. Тем не менее в ходе предварительных исследований на некоторых островах были найдены фосфориты, а в пределах территориальных вод страны — скопления железомарганцевых конкреций, а также кобальта. Впрочем, в настоящее время каких-либо разработок не ведётся.

### Климат

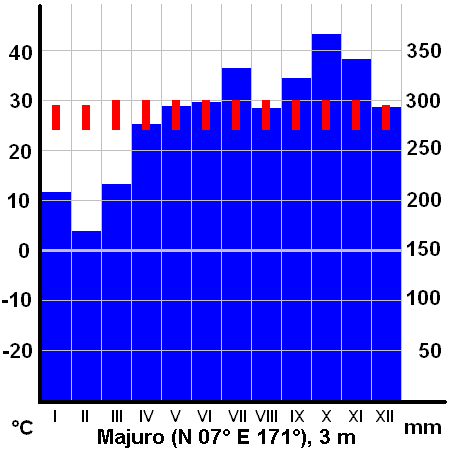
Среднемесячная температура (красный) и количество осадков (синий) на острове Маджуро

Отличительной особенностью регионального климата Маршалловых Островов является изменение климатических условий с севера на юг, в том числе увеличение в этом направлении количества осадков. На северных островах страны климат тропический, полузасушливый. Например, на самом северном атолле Маршалловых Островов, Бокаке, он практически полупустынный, хотя количество осадков, выпадающих на нём, близко к показателям западных прерий США. Это обусловлено несколькими факторами: пористостью почв, солевыми туманами и солёными грунтовыми водами. Количество осадков на Маршалловых Островах увеличивается по мере движения на юг и достигает своего максимума на атолле Эбон, самом южном острове страны, расположенном в экваториальном поясе.
Другой важной климатической особенностью местного климата является расположение Маршалловых Островов в зоне северо-восточных пассатов. В течение большей части года на островах преобладают ветра, дующие с северо-востока. Они отличаются высокой влажностью. На всех островах, кроме самых северных, часто случаются ливни.
Для архипелага типичны, хотя и редки, тропические штормы и ураганы, или тайфуны, в период которых наблюдается выпадение большого количества осадков, сильные ветра, ломающие деревья и разрушающие дома, а также высокие волны, которые угрожают смыть низменные островки. Случаются засухи. Причиной климатических катаклизмов чаще всего является Эль-Ниньо.
Ежемесячный уровень осадков на Маршалловых Островах составляет около 300—380 мм. На северных островах страны ежегодно выпадает от 1000 до 1750 мм осадков, на южных — 3000-4300 мм. На северных островах самые сильные дожди случаются с сентября по ноябрь, на южных же они выпадают круглый год.
Температурный режим на архипелаге в течение года остаётся постоянным. Разница между самым холодным и самым тёплым месяцем составляет 1—2 °C. Самые низкие ночные температуры обычно на 2—4 °C выше самой низкой дневной температуры. Среднегодовая температура на Маршалловых Островах составляет 27,8 °C.

### Почвы и гидрология
Почвы Маршалловых Островов — высоко щелочные, кораллового происхождения (в основном белый или розовый коралловый песок), весьма бедные. Обычно они пористые, из-за чего очень плохо задерживают влагу. Также местные почвы содержат очень мало органических и минеральных веществ за исключением кальция.
Постоянные водоёмы с пресной водой — большая редкость для Маршалловых Островов. Проточная вода на островах полностью отсутствуют; небольшие потоки воды образуются только после сильных дождей. Грунтовые воды встречаются практически на всех атоллах, кроме самых северных, где климат наиболее засушливый. Просачивающаяся сквозь пористую почву, дождевая вода образует линзу слегка солоноватой воды. Добраться до неё можно, выкопав колодец. Из-за незначительного поступления воды в эти линзы и продолжительных приливных флуктуаций линзы относительно тонкие, как и зона смешения пресной и морской воды. На некоторых атоллах страны, где климат наиболее влажный, встречаются небольшие, в основном солоноватые, пруды, которые образовались в результате изоляции отдельного участка лагуны и постоянного смешения лагунной солёной воды с пресной дождевой. Один из пресноводных водоёмов, озеро Либ существует на одноимённом острове в цепи Ралик.

### Флора и фауна
Лишь на нескольких необитаемых островах архипелага сохранились леса, в которых произрастает типичная для атоллов растительность. На остальных островные экосистемы претерпели значительные изменения под воздействием антропогенного фактора: большая часть местной флоры была уничтожена, а вместо коренных растений были высажены плантации кокосовой пальмы и хлебного дерева. Другие атоллы пострадали от военных действий: с 1946 по 1960-е годы на Бикини и Эниветоке американцами проводились испытания ядерного оружия. В 1954 году на атолле Бикини США под кодовым названием «Браво» испытали свою первую водородную бомбу. Взрыв по своей мощи в 1000 раз превысил взрыв в Хиросиме, а радиоактивные осадки от него выпали на соседние острова. Ядерные испытания нанесли огромный ущерб экосистемам островов.
В последние годы местной флоре и фауне угрожает повышение уровня Мирового океана, вызванного глобальным потеплением. Оно ведёт к загрязнению грунтовых вод, отступлению суши перед океаном.
На Маршалловых островах произрастает 80 видов растений, из которых один вид эндемичен для архипелага, а два — для Микронезии. Самым распространённым видом является кокосовая пальма, которая покрывает примерно 60 % суши архипелага. Это растение играет ключевую роль в жизни островитян: оно является, с одной стороны, источником древесины, с другой стороны, составляет основу рациона маршалльцев. Из маслянистого эндосперма орехов производят копру, которая составляет основу экспорта страны. Среди других важных для местных жителей растений встречаются панданусы, хлебное дерево, таро и бананы. В островных лесах в основном произрастают пизонии, турнефорции. Встречаются мангровые заросли.
Важнейшими представителями местной фауны являются морские птицы. На многих северных островах, Бикар, Бокак, Бикини, откладывают яйца зелёные черепахи (лат. Chelonia mydas), однако ранее широко распространённая морская черепаха бисса (лат. Eretmochelys imbricata) стала редко встречаться в местных водах. Из наземных пресмыкающихся на островах встречаются 4 вида сцинковых ящериц и индийский варан. Многие из Маршалловых островов являются крупными птичьими базарами, на которых гнездятся морские птицы (всего 106 видов птиц). Единственными наземными птицами страны являются тихоокеанский плодоядный голубь (лат. Ducula oceanica) и фиолетовошапочный пёстрый голубь (лат. Ptilinopus porphyraceus), к настоящему моменту вымерший на большинстве островов. Все девять видов млекопитающих интродуцированы на Маршалловы острова.
Прибрежные воды островов очень богаты рыбой (около 250 видов) и кораллами (около 146 видов).
В стране нет заповедников или охраняемых территорий.

## История

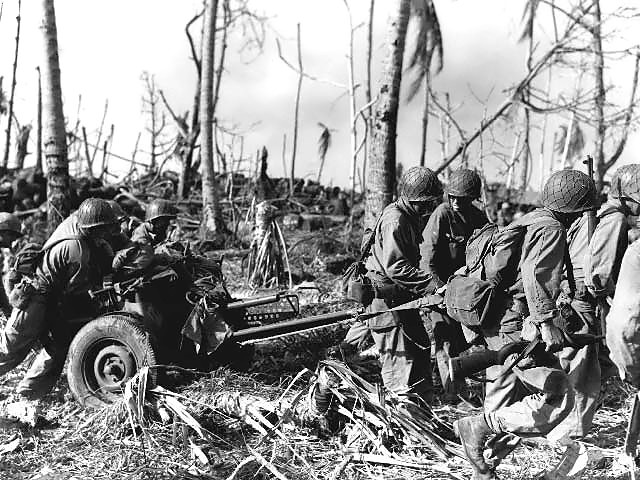
Американские солдаты на атолле Кваджалейн во время Второй мировой войны.

О ранней истории Маршалловых островов известно очень мало. Предположительно, острова были заселены около 2000 лет назад выходцами из Юго-Восточной Азии.
Первым островом, замеченным европейцами, стал атолл Бокак, открытый испанским мореплавателем Алонсо де Саласаром в 1526 году. Тем не менее архипелаг оставался безымянным вплоть до 1788 года, когда острова были повторно открыты британским капитаном Джоном Маршаллом, в честь которого они и были названы. Впоследствии мимо Маршалловых островов проплывали суда многих государств, однако ни одна из них не предъявила территориальные претензии с целью аннексии. В 1860-х годах на островах стали появляться первые выходцы из Германии. Германскими торговыми компаниями в эти годы была развёрнута целая сеть по торговле копрой и другими товарами. В 1885 году архипелаг был аннексирован Германской империей, несмотря на претензии со стороны Испании. Управление от лица империи осуществляла Джалуитская компания из Гамбурга.
В годы Первой мировой войны, в сентябре 1914 года, Япония заняла часть Микронезии, принадлежавшую Германии, в том числе Маршалловы острова. С тех пор острова оставались под контролем Японии вплоть до занятия архипелага американцами в годы Второй мировой войны. С 1920 года Маршалловы острова управлялись Японией по мандату Лиги Наций.
После краткосрочной оккупации островов армией США ООН доверила управление Маршалловыми островами Соединённым Штатам в качестве Подопечной территории Тихоокеанских островов. Вскоре на атолле Кваджалейн появилась стратегическая военная база США, откуда осуществлялся контроль за испытаниями ядерного оружия на атоллах Бикини и Эниветок, которые проводились с 1946 по 1958 годы.
В 1979 году архипелаг получил ограниченную автономию, а в 1986 году с США был подписан Договор о свободной ассоциации, согласно которому США признавали независимость Республики Маршалловы Островов, а Республика, в свою очередь, предоставляла военным Соединённых Штатов право находиться на территории страны; также сохранялись все военные базы. Оборона страны стала обязанностью США. В 1990 году независимость Маршалловых Островов признала ООН.
Договор об ассоциации истёк в сентябре 2001 года. После двух лет переговоров, в 2003 году, договор был продлён.

## Административное деление
В годы существования Подопечной территории Тихоокеанские острова Маршалловы Острова составляли один округ.
В настоящее время Маршалловы Острова разделены на 33 муниципалитета: Аилингинаэ, Аилинглапалап, Аилук, Арно, Аур, Бикар, Бикини, Бокак, Вото, Джабат, Джалуит, Джемо, Кили, Кваджалейн, Лаэ, Либ, Ликиеп, Маджуро, Меджит, Мили, Наморик, Наму, Ронгелап, Ронгерик, Така, Уджаэ, Уджеланг, Утирик, Эбон, Эниветок, Эрикуб. Четыре окружных центра, Маджуро, Эбейе, Джалуит и Вотье, имеют органы местного самоуправления с избираемым советом, мэром, назначенными чиновниками и местной полицией.
| №  | Наименование муниципалитета | Код ISO 3166-2 | Население, чел. (2011) | Площадь, км² | Плотность, чел./км² | Муниципалитеты Маршалловых Островов |
| -- | --------------------------- | -------------- | ---------------------- | ------------ | ------------------- | ----------------------------------- |
| 1  | Аилингинаэ                  | —              | —                      | 2,80         | —                   | Муниципалитеты Маршалловых Островов |
| 2  | Аилинглапалап               | MH-ALL         | 1729                   | 14,69        | 117,70              | Муниципалитеты Маршалловых Островов |
| 3  | Аилук                       | MH-ALK         | 339                    | 5,36         | 63,25               | Муниципалитеты Маршалловых Островов |
| 4  | Арно                        | MH-ARN         | 1794                   | 12,95        | 138,53              | Муниципалитеты Маршалловых Островов |
| 5  | Аур                         | MH-AUR         | 499                    | 5,62         | 88,79               | Муниципалитеты Маршалловых Островов |
| 6  | Бикар                       | —              | —                      | 0,49         | —                   | Муниципалитеты Маршалловых Островов |
| 7  | Бикини                      | —              | 9                      | 6,01         | 1,50                | Муниципалитеты Маршалловых Островов |
| 8  | Бокак                       | —              | —                      | 3,24         | —                   | Муниципалитеты Маршалловых Островов |
| 9  | Вото                        | MH-WTH         | 97                     | 4,33         | 22,40               | Муниципалитеты Маршалловых Островов |
| 10 | Вотье                       | MH-WTJ         | 859                    | 8,18         | 105,01              | Муниципалитеты Маршалловых Островов |
| 11 | Джабат                      | MH-JAB         | 84                     | 0,57         | 147,37              | Муниципалитеты Маршалловых Островов |
| 12 | Джалуит                     | MH-JAL         | 1788                   | 11,34        | 157,67              | Муниципалитеты Маршалловых Островов |
| 13 | Джемо                       | —              | —                      | 0,16         | —                   | Муниципалитеты Маршалловых Островов |
| 14 | Кили                        | MH-KIL         | 548                    | 0,93         | 589,25              | Муниципалитеты Маршалловых Островов |
| 15 | Кваджалейн                  | MH-KWA         | 11 408                 | 16,39        | 696,03              | Муниципалитеты Маршалловых Островов |
| 16 | Лаэ                         | MH-LAE         | 347                    | 1,45         | 239,31              | Муниципалитеты Маршалловых Островов |
| 17 | Либ                         | MH-LIB         | 155                    | 0,93         | 166,67              | Муниципалитеты Маршалловых Островов |
| 18 | Ликиеп                      | MH-LIK         | 401                    | 10,26        | 39,08               | Муниципалитеты Маршалловых Островов |
| 19 | Маджуро                     | MH-MAJ         | 27 797                 | 9,71         | 2862,72             | Муниципалитеты Маршалловых Островов |
| 20 | Малоэлап                    | MH-MAL         | 682                    | 9,82         | 69,45               | Муниципалитеты Маршалловых Островов |
| 21 | Меджит                      | MH-MEJ         | 348                    | 1,86         | 187,10              | Муниципалитеты Маршалловых Островов |
| 22 | Мили                        | MH-MIL         | 738                    | 15,93        | 46,33               | Муниципалитеты Маршалловых Островов |
| 23 | Наморик                     | MH-NMK         | 508                    | 2,77         | 183,39              | Муниципалитеты Маршалловых Островов |
| 24 | Наму                        | MH-NMU         | 780                    | 6,27         | 124,40              | Муниципалитеты Маршалловых Островов |
| 25 | Ронгелап                    | MH-RON         | 79                     | 7,95         | 9,94                | Муниципалитеты Маршалловых Островов |
| 26 | Ронгерик                    | —              | —                      | 1,68         | —                   | Муниципалитеты Маршалловых Островов |
| 27 | Така                        | —              | —                      | 0,57         | —                   | Муниципалитеты Маршалловых Островов |
| 28 | Уджаэ                       | MH-UJA         | 364                    | 1,86         | 195,70              | Муниципалитеты Маршалловых Островов |
| 29 | Уджеланг                    | —              | —                      | 1,74         | —                   | Муниципалитеты Маршалловых Островов |
| 30 | Утирик                      | MH-UTI         | 435                    | 2,43         | 179,01              | Муниципалитеты Маршалловых Островов |
| 31 | Эбон                        | MH-EBO         | 706                    | 5,75         | 122,78              | Муниципалитеты Маршалловых Островов |
| 32 | Эниветок                    | MH-ENI         | 664                    | 5,85         | 113,50              | Муниципалитеты Маршалловых Островов |
| 33 | Эрикуб                      | —              | —                      | 1,53         | —                   | Муниципалитеты Маршалловых Островов |
|    | Маршалловы Острова          | MH             | 53 158                 | 181,42       | 293,01              | Карта                               |

## Население
| Численность населения | Численность населения | Численность населения | Численность населения | Численность населения | Численность населения | Численность населения |
| 1920                  | 1980                  | 1988                  | 1999                  | 2011                  | 2016                  | 2021                  |
| --------------------- | --------------------- | --------------------- | --------------------- | --------------------- | --------------------- | --------------------- |
| 9800                  | ↗30 873               | ↗43 380               | ↗50 840               | ↗53 158               | ↗55 000               | ↘42 594               |

### Численность и размещение
Первая официальная перепись населения Маршалловых островов состоялась в 1920 году. Тогда на островах проживало 9800 человек. Вплоть до 1958 года темпы роста населения были замедленными, но с 1958 по 1967 года ежегодный прирост населения достиг 3,4 %, а впоследствии и 4 %. Однако уже в 1988—1989 годах это значение упало до 1,5 %, несмотря на то что уровень рождаемости оставался очень высоким. Тенденция к снижению прироста населения была вызвана возросшей эмиграцией населения за рубеж, прежде всего в США. Согласно переписи 1999 года, ежегодный прирост населения Островов оставался на прежнем уровне в 1,5 %, а по оценке 2008 года вырос до 2,1 %.

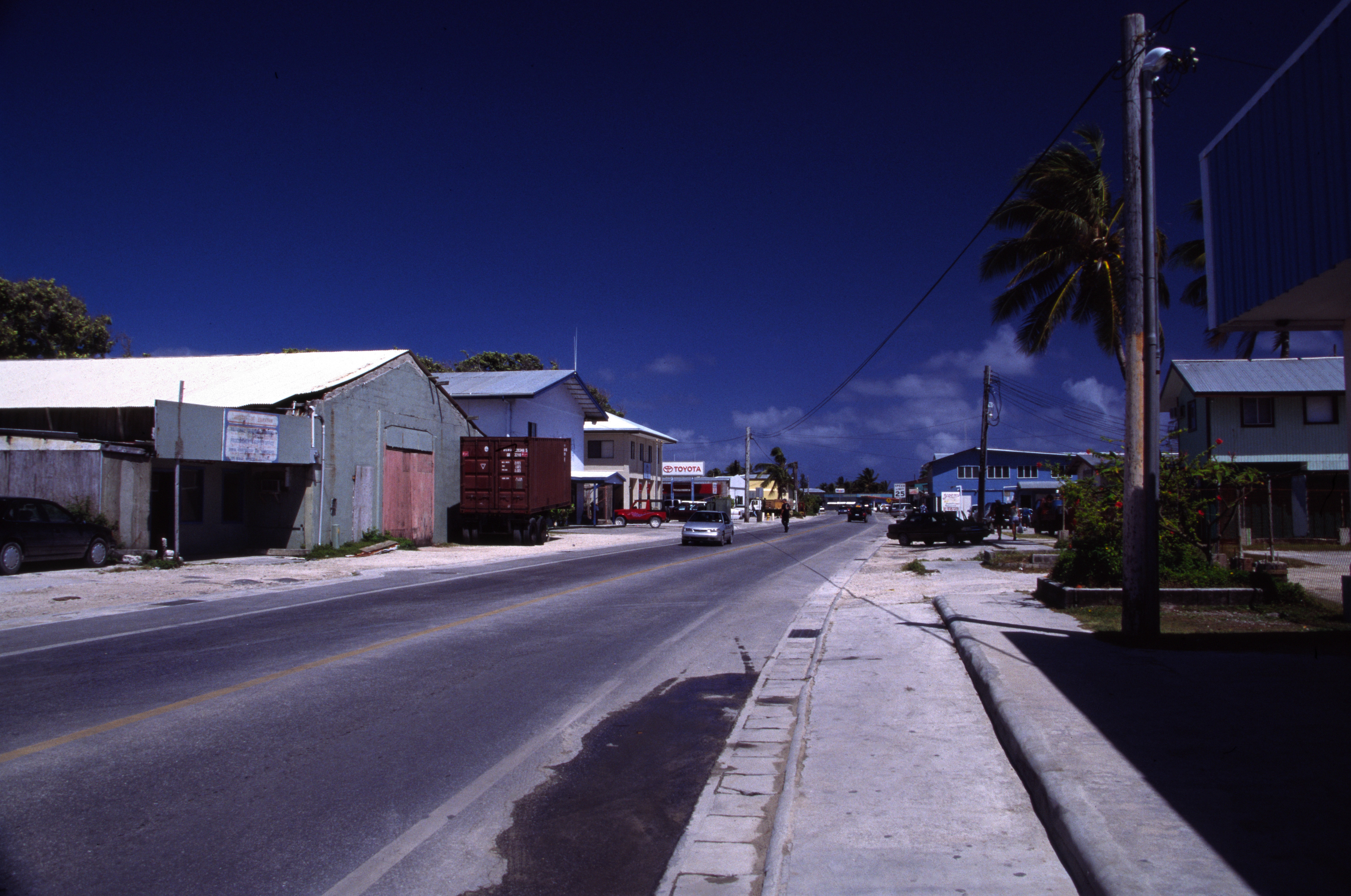
Главная улица Маджуро

Согласно последней переписи 1999 года, численность населения Маршалловых Островов составляла 50 840 человек, при этом в столице государства, городе Маджуро, проживало свыше 25 тысяч человек.
В 1999 году на островах цепи Ратак проживало 30 925 человек, а на островах цепи Ралик — 19 915 человек. Самая высокая плотность населения была на атолле Маджуро: в среднем 6314 человека на км². Самая низкая — на атоллах Бикини и Ронгелап: в среднем 6 человек на км².
Согласно последней переписи 2011 года, численность населения Маршалловых Островов составляла 53 158 человек.
Общей тенденцией последних лет стал отток населения с отдалённых островов в единственные города страны, Маджуро на атолле Маджуро и Эбейе на атолле Кваджалейн. Так, в 1930 году в Маджуро проживало всего 753 человека, а в 2011 году уже 27 797 человек (рост в 36,9 раза); в Эбейе в 1930 году — 19 человек, в 2011 году — 11 408 человек (рост в 600,4 раза) Это создаёт увеличенную нагрузку на ресурсы и земли обоих островов, приводит к береговой абразии, негативно сказывается на местных экосистемах, способствует уничтожению автохтонной флоры и фауны. В случае же значительного повышения уровня Мирового океана или глобального изменения климата концентрация населения на отдельных островах может привести к серьёзным социальным и экономическим последствиям.
На фоне роста населения городов, на отдалённых островах страны рост населения в 2011 году по сравнению с 1999 годом наблюдается только на островах Джалуит, Лаэ, Либ, Ронгелап, Утирик и составил менее 1 %, а на других островах происходило уменьшение населения.
Согласно переписи 2011 года мужчины составляли 51,2 % (27 243 человека), женщины — 48,8 % (25 915 человек). Доля городского населения по переписи 2011 года — 73,8 %, сельского — 26,2 %.
Доля детей до 14 лет в 2011 году составляла 40 %, взрослого населения от 15 до 59 лет — 56 %, старше 59 лет — 4 %. Средняя продолжительность жизни мужчин в 1999 году — 65,7 года, женщин — 69,4 года.

### Этнический состав
Абсолютное большинство населения Маршалловых Островов составляют маршалльцы. Это микронезийский народ, который делится на две этнографические группы: райлик и рахтак (в географии в несколько ином произношении: Ралик и Ратак, так называют две островные цепи страны).
Доля иностранцев, проживающих в стране, составляет всего 2,3 %: это самый низкий после Северных Марианских островов показатель среди тихоокеанских государств. Крупнейшей немаршалльской этнической группой является народ косраэ с острова Кусаие в составе Каролинских островов. На Маршалловых Островах также проживает небольшая группа американцев и филиппинцев.

### Языки
Помимо английского языка, официальным языком Маршалловых Островов является маршалльский, относящийся к микронезийским языкам. Общая численность его носителей в 1979 году составляла около 43 900 человек.
В языке используется латинский алфавит, дополненный диакритическими знаками. Он состоит из 22 согласных (плюс один задненёбный звук, не отображающийся в написании) и четырёх гласных звуков, каждый из которых имеет по несколько аллофонов. Орфография маршалльского языка крайне нестабильна. Кроме наличия нескольких принятых вариантов орфографии, написание в каждом из них непоследовательно.

### Религиозный состав
Господствующей религией на Маршалловых Островах является христианство, распространённое на архипелаге миссионерами в XIX веке. Первыми из них были конгрегационалисты из Бостона, высадившиеся на атолле Эбон в 1857 году. Первые католические миссионеры появились на Маршалловых островах в 1899 году, впоследствии построив на атолле Джалуит церковь.
В 2008 году доля протестантов (конгрегационалистов Церкви Христа) составляла 54,8 %, последователей Ассамблеи Божьей — 25,8 %, католиков — 8,4 %, мормонов — 2,1 %.

## Политическое устройство

### Государственный строй
Маршалловы Острова — самоуправляющееся государственное образование в свободной ассоциации с США. Конституция, принятая 1 мая 1979 года, устанавливает республиканскую форму правления, сочетающую в себе черты британской и американской политических систем.
После получения независимости в 1983 году в стране был проведён референдум, результатом которого стал курс на продолжение тесных связей с США. В ноябре 1986 года был подписан Договор о свободной ассоциации, который действовал в течение 15 лет. Согласно ему, Республика Маршалловы Острова могла проводить самостоятельную внешнюю политику, в то время как за финансы страны были ответственны США, которые также сохранили за собой эксклюзивное право на нахождение на атолле Кваджалейн вооружённых сил США. Гарантировалось соблюдение американской программы ядерных испытаний. В обмен на эти уступки США взяли на себя оборону Островов, гарантировался доступ Маршалловых Островов к федеральным программам США, маршалльцам предоставлялось право жить и работать на территории Штатов. При этом США выделяли Островам значительные денежные средства: в 1987 году — $48 млн, в 2001—2002 годах — $34,7 млн, таким образом, с 1987 по 2002 года государственный бюджет Маршалловых Островов на 70 % состоял из средств, полученных от США. Действие договора истекло в 2002 году. Новый Договор о свободной ассоциации сроком на 20 лет был подписан 6 декабря 2003 года. По нему США обязались продолжить финансирование экономики Маршалловых Островов (суммы были заранее оговорены в договоре).

#### Законодательная власть

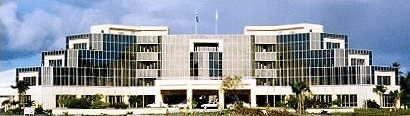
Здание Парламента Маршалловых Островов.

Высший орган законодательной власти — парламент, состоящий из двух палат: Совета вождей (марш. Council of Iroij, верхняя палата) и нитийелы (марш. Nitijela, нижняя палата).
Законодательной властью наделена нижняя палата парламента, состоящая из 33 депутатов. Срок полномочий палаты — четыре года. Кандидатом в депутаты нижней палаты парламента может стать только гражданин Маршалловых Островов, достигший 21 года. Депутаты избираются на основе всеобщего избирательного права. Избранным является кандидат, набравший простое большинство. На первом после выборов заседании члены нижней палаты из своего состава избирают спикера и его заместителя. Регулярная сессия палаты начинается в первый понедельник января и длится в течение 50 дней. Президент вправе распустить нижнюю палату в случае двукратного выражения последним вотума недоверия (если оба раза новый президент не был избран), а также в случае, если в течение 30 дней после выборов президента не удалось сформировать кабинет.
Верхняя палата, или Совет вождей, наделена консультативными функциями: она может обсуждать любой вопрос, касающийся Маршалловых Островов, и выражать своё мнение Кабинету министров, а также требовать пересмотра любого закона, касающегося обычного права, традиционной практики или прав владения землёй и принятого нижней палатой парламента в третьем чтении. Совет вождей состоит из 12 представителей (марш. Iroijlaplap) от округов цепей Ралик и Ратак: цепь Ралик (без Уджеланга) представляют 4 человека; Уджеланг, Мили, Арно, Меджит, Маджуро, Аирок (моту в атолле Малоэлап), Ликиеп — по 1 человеку от каждого округа; острова Аур, Малоэлап (без моту Аирок), Вотье, Утирик и Аилук имеют одного представителя. На первом заседании совета из числа представителей тайным голосованием выбирается председатель Совета вождей и его заместитель.

#### Исполнительная власть
Согласно Конституции Маршалловых Островов, главой государства является президент, который избирается из состава членов нижней палаты парламента самими депутатами на первом после всеобщих выборов заседании. Избранным является кандидат, получивший большинство голосов. С 2020 года президентом страны является Дэвид Кабуа.
Исполнительная власть Маршалловых Островов находится в руках Кабинета министров, члены которого несут коллективную ответственность перед парламентом страны. В состав Кабинета входит президент Маршалловых Островов, который одновременно должен быть членом нижней палаты парламента страны, и другие члены палаты, назначенные в качестве соответствующих министров. Кандидатуры министров, которых должно быть не меньше 6 (кандидатуры на пост министров финансов, иностранных дел, коммуникаций и транспорта, ресурсов и развития, социального обеспечения, общественных работ) и не больше 10, выдвигаются президентом страны из состава нижней палаты, а затем представляются спикеру палаты, который уже назначает их в качестве министров. Если президент в течение 7 дней после своего избрания не выдвинул кандидатуры как минимум 6 министров, то президент отстраняется от должности и проводятся новые выборы главы государства.
Кабинет осуществляет общее направление и контроль за государственной властью страны; представляет нижней палате парламента законопроекты, которые необходимы или желательны для осуществления политики и решений Кабинета, а также вносит предложения о повышении пошлин или других источников государственного бюджета и расходов казённых денег; Кабинет подотчётен нижней палате парламента во всех государственных расходах; несёт ответственность за внешнюю политику страны (в том числе, за договоры), подписывает с одобрения нижней палаты парламента международные договоры и назначает послов и глав дипломатических миссий Маршалловых Островов; несёт ответственность за принятие мер, необходимых для обеспечения безопасности страны, при условии не допущения размещения на территории страны вооружённых сил в мирное время; Кабинет наделён правом помилования; Кабинет несёт ответственность за создание и поддержание больниц и других учреждений в системе здравоохранения Маршалловых Островов; за создание и поддержание государственных школ в системе образования страны; за создание и поддержание других институтов, необходимых для поддержания высокого уровня жизни населения Маршалловых Островов, защиты их законных прав, обеспечения экономического, социального и культурного благосостояния маршалльцев.

#### Судебная власть
Судебная власть Маршалловых Островов является независимой от законодательной и исполнительной власти. Система судебных органов страны включает Верховный суд, Высокий суд, традиционный правовой суд (англ. Traditional Rights Court), окружные суды (англ. District Courts), суды сообществ (англ. Community Courts) и другие подчинённые суды согласно закону. Каждый суд Маршалловых Островов обладает правом выносить постановление, устанавливать правила, издавать приказы, процедурные инструкции, не противоречащие действующему законодательству и необходимые для осуществления правосудия и во исполнение Конституции.
Верховный суд Маршалловых Островов — высший суд письменного производства, установленный конституцией и обладающий апелляционной юрисдикцией с правом вынесения конечного решения по всем делам, рассмотренным нижестоящими судами. Верховный суд состоит из председательствующего судьи и других судей, количество которых оговорено текущим законодательством.
Высокий суд Маршалловых Островов является высшим судом письменного производства, установленный конституцией и обладающий общей юрисдикцией по вопросам расхождения закона и факта. Высокий суд состоит из председательствующего судьи и других судей, количество которых оговорено текущим законодательством. Суд также рассматривает апелляции на решения нижестоящих судов, проверяет законность решений правительственных учреждений, если иное не обозначено законом.
Судьи Верховного и Высокого судов назначаются Кабинетом министров по рекомендации Комиссии судебной службы (англ. Judicial Service Commission) с последующим одобрением нижней палаты парламента. Предельный возраст судьи — 72 года.
Традиционный правовой суд — суд письменного производства, установленный конституцией и состоящий из трёх или более судей, которые представляют все классы земельного права: верховного вождя (марш. Iroijlaplap), более низкого по положению вождя (марш. Iroijedrik), главы общинных/рабочих кланов (марш. Alap), общинников/рабочих (марш. Dri Jerbal). В юрисдикцию традиционного правового суда входит рассмотрение вопросов, связанных с определением титулов или земельных прав маршалльцев, а также законных интересов, которые полностью или частично определяются обычным правом и традиционной практикой, существующей в Республике Маршалловы Острова.
Окружные суды рассматривают гражданские иски, суммы которых не превышают $10 000 за исключением тех вопросов, которые отнесены к ведению Высокого суда, морских вопросов, а также дел о земельных спорах. Суды сообщества действуют в муниципалитетах страны. Они рассматривают иски, суммы которых не превышают $200.

#### Избирательные округа
Избирательными правами наделяются граждане Маршалловых Островов, достигшие 18 лет. Не имеют права участвовать в выборах лица, признанные душевнобольными, находящиеся в местах лишения свободы и освобождённые от уголовного наказания условно. Избиратель может проголосовать только в одном избирательном округе, где он проживает или имеет земельный участок.
Страна разделена на 24 избирательных округа. Округ Маджуро представляют в парламенте 5 депутатов, Кваджалейн — 3 депутата, Аилинглаплап, Арно, Джалуит — 2 депутата, Аилук, Аур, Бикини-Кили, Вото, Вотье, Джабат, Лаэ, Либ, Ликиеп, Малоэлап, Меджит, Мили, Наморик, Наму, Ронгелап, Уджаэ, Утирик, Эбон, Эневетак-Уджеланг — 1 депутат. Другие необитаемые острова включены в те избирательные округа, с которыми они теснее всего связаны (по традициям, обычаям). Парламент страны может изменять как количество депутатов в парламенте страны, так и границы избирательных округов. При этом в округах должно проживать приблизительно одинаковое число жителей, хотя также могут учитываться географические особенности, интересы сообщества, границы существующих административных и традиционных районов, средства сообщения и мобильность населения.

#### Местное самоуправление
Согласно Конституции население любого атолла или острова, который не является частью атолла (то есть моту), обладает правом на систему местного самоуправления, которая действует в соответствии с действующим законодательством Маршалловых Островов. При этом местное самоуправление распространяется не только на сушу атолла/острова, но и на море и морское дно внутренних вод острова (то есть лагуну) и на воды омывающего остров океана и его дно на расстоянии 5 миль от базисной линии, от которой отсчитываются территориальные воды атолла или острова.

### Политические партии
Традиционно на Маршалловых Островах отсутствуют какие-либо формально организованные политические партии. Те организации, что называются ими, больше похожи на фракции или группы, действующие в интересах определённых кругов. У них отсутствуют штаб-квартиры, официальная идеология или партийные структуры. Двумя общепризнанными партиями страны являются Партия Кабуа, или Aelon Kein Ad, (в переводе с маршалльского языка — «наши острова») и Объединённая демократическая партия. В стране также действует другая партия, Объединённая народная партия, которая в январе 2008 года вместе с Партией Кабуа сформировала правительство Маршалловых Островов.

### Вооружённые силы и полиция
В Республике Маршалловы Острова отсутствуют постоянно действующие вооружённые силы. Однако, согласно Договору о свободной ассоциации, ответственность за безопасность и оборону страны несут США. Они должны защищать Республику Маршалловы Острова и её граждан от атак и угроз извне, препятствовать доступу и использованию Маршалловых Островов военным персоналом или для военных целей любым третьим государством, создавать и использовать районы и сооружения военного назначения согласно условиям Договора. США также могут проводить военные действия и операции на суше, воде и в воздушном пространстве Маршалловых Островов. Если иное не оговорено, США не должны проводить детонацию или размещать на территории страны ядерное или любое иное оружие массового поражения, а также радиоактивные, химические или биологические материалы, которые могут нанести вред здоровью или безопасности населения Маршалловых Островов.
Внутреннюю безопасность обеспечивают формирования национальной полиции. В 2004 году в Высоком суде было рассмотрено 100 уголовных дел (в 2000 году — 160); полицией городов Маджуро и Эбейе было арестовано 3587 человек.

### Внешняя политика и международные отношения
Согласно Договору о свободной ассоциации Республики Маршалловы Острова с США, страна имеет право проводить самостоятельную внешнюю политику от своего имени за исключением случаев, прописанных в Договоре. Маршалловы Острова могут проводить самостоятельно внешнюю политику в вопросах морского права и морских ресурсов, выстраивать с другими государствами коммерческие, дипломатические, консульские, экономические, торговые, банковские, почтовые, коммуникационные, культурные отношения, отношения, связанные с гражданской авиацией, а также вести переговоры с другими государствами, международными и межправительственными организациями по получению грантов и займов для развития страны. Республика Маршалловы Острова может подписывать от своего имени международные договоры и соглашения с правительствами других стран и региональными и международными организациями.
Правительство США должно по взаимному согласию оказывать поддержку заявкам правительства Республики Маршалловы Острова по членству или другому виду участия в региональных и международных организациях. Маршалловы Острова должны консультироваться с правительством США по вопросам своей внешней политики, а правительство США консультироваться с правительством Республики Маршалловы Острова по вопросам, которые могут касаться Маршалловых Островов. Правительство США не несёт ответственности за обязательства Маршалловых Островов в сфере внешней политики за исключением случаев, по которым было достигнуто явное согласие обеих сторон. По просьбе правительства Маршалловых Островов США также должно оказывать консульскую помощь гражданам Маршалловых Островов.
Республика Маршалловы Острова поддерживает дипломатические отношения с 72 странами, в том числе, с Россией. Тем не менее, только США, Тайвань и Япония имеют свои посольства в Маджуро. Республика Маршалловы Острова имеет посольства в США (в Вашингтоне), Фиджи, Японии, консульство на Гавайских островах в Гонолулу и миссию на Тайване и ООН. Дипломатические отношения между Россией и Республикой Маршалловы Острова были установлены 6 августа 1992 года. Тем не менее, на территории страны нет российского посольства.
Республика Маршалловы Острова — член ООН (с 17 сентября 1991 года), Секретариата тихоокеанского сообщества, Форума тихоокеанских островов, Азиатского банка развития, международной организации стран АКТ и других международных организаций.
В феврале 2021 года Маршалловы Острова вышли из Форума тихоокеанских островов, из-за недовольства избранием Генри Пуна генсеком организации
Маршалловы Острова оспаривают свои права на атолл Уэйк, в настоящее время являющийся территорией США.

## Экономика

### Общая характеристика
Характеристики, определяющие экономическую ситуацию на Маршалловых островах, ничем не отличаются от характеристик других стран Океании: огромная исключительная экономическая зона, ограниченные природные богатства, отдалённость от основных мировых рынков сбыта, дефицит высококвалифицированных специалистов. Экономика Маршалловых Островов также испытывает такие серьёзные трудности как дефицит государственного бюджета, платёжного баланса и низкий уровень внутренних сбережений. Страна сильно зависит от денежных средств, выделяемых Азиатским банком развития, США и другими странами мира. Поэтому размер государственного бюджета Маршалловых Островов во многом определяется размером иностранной финансовой помощи.
Тем не менее в последние годы в стране достигнута относительная экономическая стабильность, хотя и сохранились слабые стороны местной экономики и негативное влияние внешних и иных факторов, которые могут свести на нет достигнутые экономические успехи. Наиболее стабильными компонентами деловой активности на Маршалловых Островах являются государственный сектор и финансовые и экономические доходы от Испытательного полигона Рейгана (США) на атолле Кваджалейн, которая также является крупным работодателем (на ней работает от 1200 до 1300 маршалльцев). В последние годы также происходят улучшения в частном секторе, однако он не имеет достаточного роста, чтобы решить проблему растущей безработицы в стране. Государственный и частные сектора остаются особо чувствительными к колебаниям на внешнем рынке: например, после террористического акта 11 сентября 2001 года в США и эпидемии птичьего гриппа в Азии 2001—2004 годов на островах произошёл резкий спад количества туристов; негативно сказывается на экономике и рост цен на топливо, которое полностью ввозится в страну.
Согласно данным правительства Маршалловых Островов, в 2007 году ВВП страны составлял около $149 млн, а ВВП на душу населения — $2851. Национальный экономический рост Островов очень неравномерный. В 2007 году рост ВВП составил 2 %, в 2004 году — 5,6 %, в то время как с 1996 по 1999 года он был отрицательным (в 1996 году — −10,3 %, в 1999 году — −2,9 %).
Главными секторами экономики Маршалловых Островов являются сфера услуг и сельское хозяйство. Туризм — одна из динамично развивающихся отраслей экономики страны.
Согласно оценке 2005 года, уровень инфляции в стране составлял 3 %.
Благодаря низким налогам государство является популярной офшорной зоной.

### Сельское хозяйство
Несмотря на то, что объёмы сельскохозяйственного производства на Маршалловых Островах небольшие, сельское хозяйство играет важную роль в жизни местного населения и является одним из ключевых секторов экономики страны. Количество земли, пригодной для обработки, ограничено из-за небольшой площади атоллов и низкой плодородности местных почв.
Продовольственные культуры выращиваются домашними хозяйствами в основном для собственного потребления. Важнейшими из них являются кокосовая пальма, хлебное дерево, панданус, бананы, таро. Среди других широко распространённых культур выделяются ананасы, огурцы, арбузы, капсикум, капуста, томаты, баклажаны, тыква и красный перец. Мясное производство удовлетворяет только внутренний рынок.
Важнейшим сельскохозяйственным продуктом страны является копра, которая производится в основном на отдалённых островах архипелага, за что правительство Маршалловых Островов субсидирует цены на этот продукт, чтобы поддерживать благосостояние местных жителей. Смысл субсидии состоит в том, что правительственная компания «Tobolar» выкупает у местных производителей копру по цене выше рыночной. В 2004 и 2005 годах эти субсидии достигли $900 000. В 2004 году благодаря гранту от Тайваня на Маршалловых Островах помимо кокосового масла стали производить мыло и другую продукцию.

### Рыболовство
На фоне растущего населения страны Правительство Маршалловых Островов объявило развитие рыболовного сектора экономики одним из приоритетных направлений деятельности.
Прибрежное рыболовство играет важную роль в жизни маршалльцев. Особую ценность, помимо отдельных видов рыб, представляют разнообразные ракообразные, прежде всего крабы, которые идут на внутренний рынок. На атоллах Наморик и Маджуро действуют фермы по выращиванию жемчуга, а на Ликиепе — станция по выращиванию гигантских тридакн.
Основу экспорта страны составляет тунец, однако его вылов осуществляется преимущественно иностранными судами, которым предоставляется лицензия на право вылова рыбы в Исключительной экономической зоне Маршалловых Островов. При этом доход от лицензирования во многом зависит от погодных условий, например, в водах страны наибольшее количество тунца обычно наблюдается во время Эль-Ниньо. Например, из-за изменения путей миграции тунца в последние годы объёмы вылова рыбы резко сократились. Негативно на экономике страны сказалось закрытие в 2004 году завода по производству филе тунца. Он был выгоден с той точки зрения, что обеспечивал работой от 100 до 520 местных жителей, а также был крупным налогоплательщиком.

### Транспорт

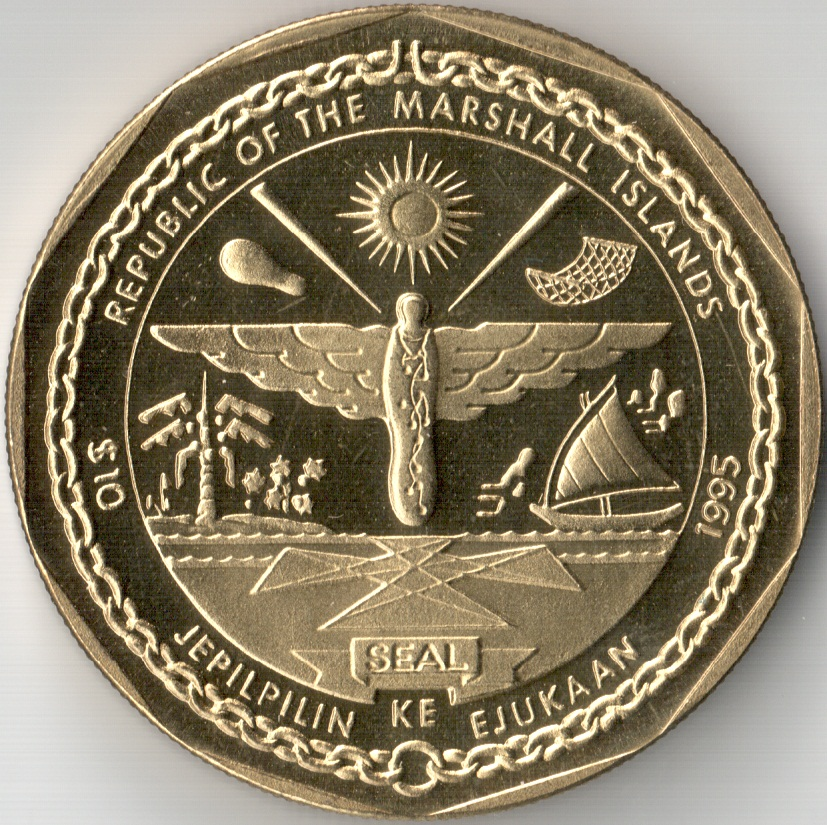
10$ 1995

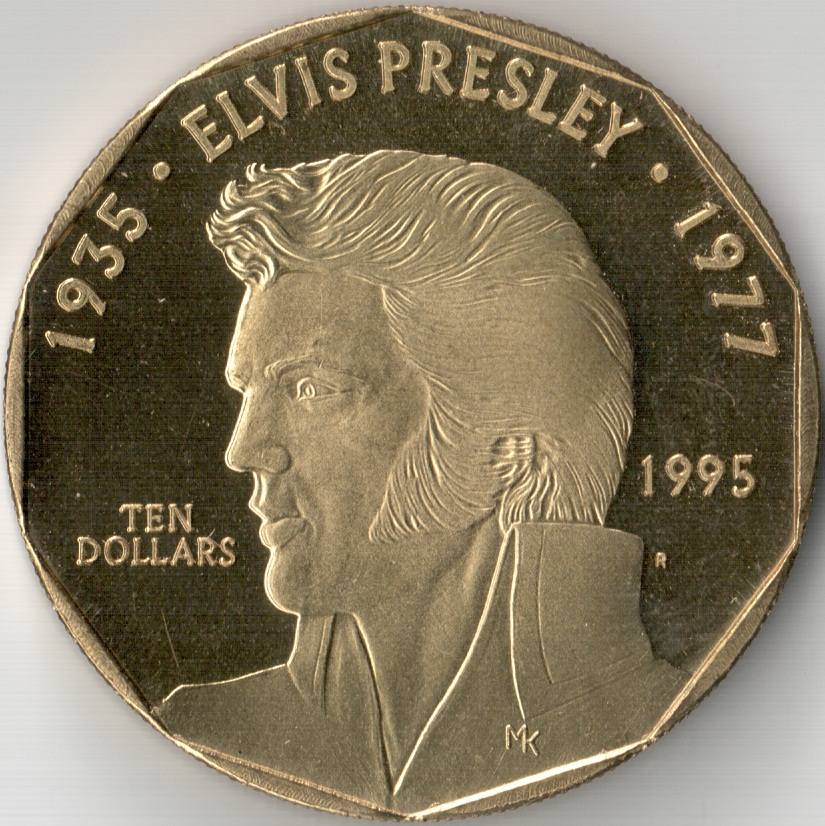
Элвис Пресли

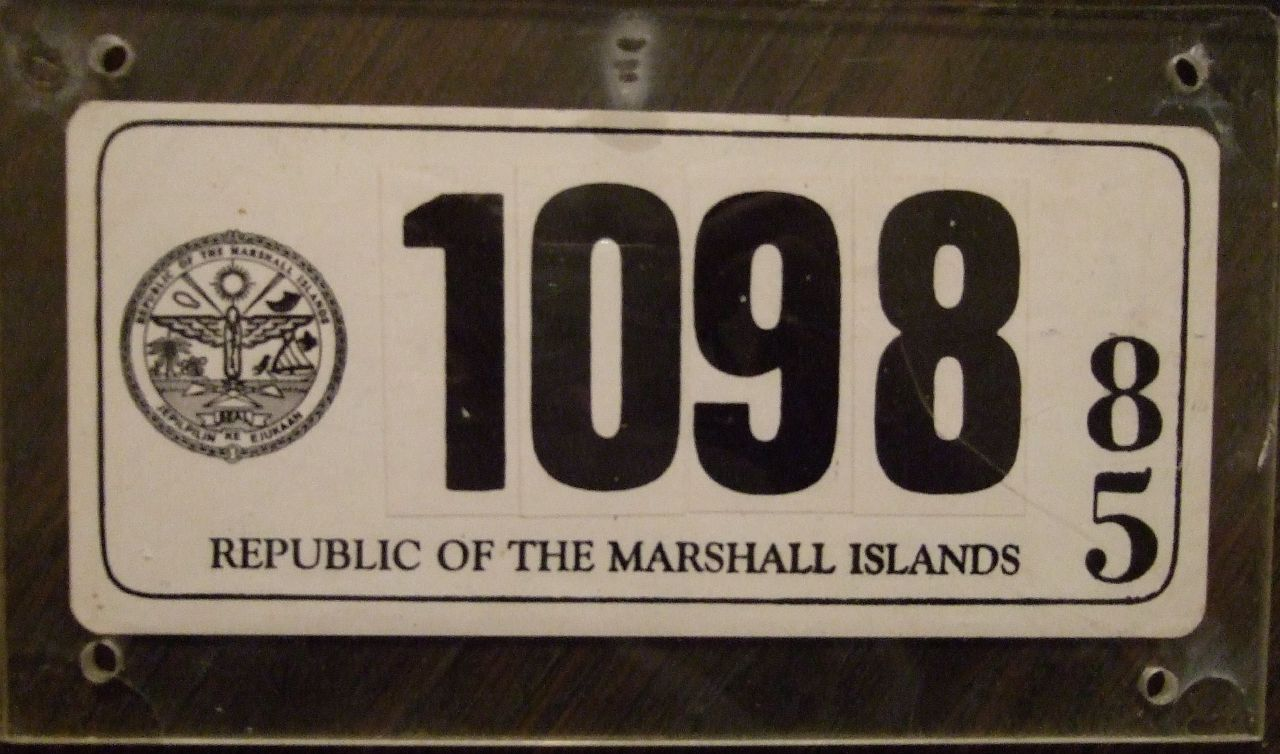
Номерной знак автомобиля, использовавшийся в 1985 году на Маршалловых Островах, был обыкновенным стикером.

В 2007 году длина шоссейных дорог Маршалловых Островов составляла 2028 км (в том числе, 75 км скоростных дорог). В республике отсутствует железнодорожный транспорт.
Национальным авиаперевозчиком является компания «Air Marshall Islands», осуществляющая внутренние авиаперелёты. Компания была основана в 1980 году под названием «Airline of the Marshall Islands», с 1990 года стало использоваться современное название. Другими авиакомпаниями, осуществляющими полёты на Маршалловы Острова, являются «Continental Airlines» (полёты из Гонолулу и острова Гуам на острова Маджуро и Кваджалейн) и «Our Airline/Air Nauru» (полёты из Брисбена (Австралия) и Нади (Фиджи)). Всего в 2007 году в стране действовало 15 аэропортов, но только у четырёх из них взлётно-посадочная полоса имела твёрдое покрытие.
На острове Маджуро действует общественный транспорт (чартерные автобусы), но наиболее популярным видом транспорта является такси. Стоимость проезда колеблется от 50 центов до 2 долларов (между наиболее удаленными точками острова), при этом водитель имеет право подсаживать попутчиков. Морское сообщение как внутреннее, так и международное, осуществляется компанией «Central Pacific Maritime Agency». Крупнейший порт страны — Маджуро.

### Связь
Пресса Маршалловых Островов представлена всего двумя изданиями: газета «Marshall Islands Gazette» принадлежит правительству страны и публикуется один раз в месяц; журнал «Marshall Islands Journal» является частным и издаётся еженедельно на английском и маршалльском языке. На островах работает одна AM-станция, три FM-станции: V7AB (принадлежит правительству Маршалловых Островов), V7AA (религиозная радиостанция), «Micronesia Heatwave» (частная). В некоторых районах страны можно поймать сигнал радиостанции и телеканала американских военных, находящихся на атолле Кваджалейн. Канал MBC TV является государственным.
На островах доступны различные виды телекоммуникационных услуг: телекс, телефония, Интернет. На атоллах Маджуро и Кваджалейн действуют регулярное телефонное сообщение. С другими островами можно связаться через спутниковый или радиотелефон. В 2004 году в стране в пользовании было 4500 домашних телефонов и 600 мобильных телефонов. В 2006 году на Маршалловых Островов Интернетом пользовалось 2200 человек.

### Туризм
Туристический сектор экономики Маршалловых Островов остаётся в зачаточном состоянии, так как количество прибывающих в страну туристов остаётся достаточно низким по сравнению с другими странами Микронезии. Основной поток туристов направляется на остров Маджуро. В 2004 году остров посетило 9007 человек, в 2001 году — 5444 человек, в 1999 году — 6116 человек. Архипелаг преимущественно посещают граждане США и Японии. В 2003 году общее число отпускников из США уменьшилось на 3 %, в то время как из Японии увеличилось примерно на 2,5 %. Основные виды отдыха для иностранцев: дайвинг, спортивная рыбалка, культурный туризм, плавание на яхте.
На развитие туризма негативно сказываются несколько факторов: слишком высокая стоимость и длительность полёта до Маршалловых Островов, неразвитая инфраструктура.
Граждане США и их территорий, Палау, Федеративных Штатов Микронезии, стран Форума тихоокеанских островов, в том числе, Австралии и Новой Зеландии не нуждаются в получении визы для въезда в страну. Гражданам Японии, Кореи, Тайваня и Филиппин при въезде в страну выдаётся виза сроком действия не более 30 дней. При туристах должен быть обратный билет и паспорт, срок действия которого не истекает раньше одного года. Для граждан остальных государств требуется паспорт с въездной визой и обратный билет.

### Внешние экономические связи
Основными статьями экспорта Маршалловых Островов являются сельскохозяйственная продукция (копра, кокосовое масло, рыба). Страна зависит от импорта продовольствия, промышленных товаров, машин и топлива. Импорт во много раз превосходит экспорт. В 2000 году объём экспорта составил $ 9,1 млн, а импорта — $ 54,7 млн.
Основными партнёрами по импорту в 2003 году являлись материковая часть США (54,1 %), Австралия (13,4 %), Гуам (11,3 %), Япония (4,9 %), Новая Зеландия (3,4 %), Гонконг (3,3 %), Тайвань (2,9 %). Основные партнёры по экспорту — США, Япония, Австралия, Китай.

### Денежная система и финансы
Денежная единица Маршалловых Островов — доллар США.
По бюджету 2007 года расходы составляли $99,9 млн, а доходы (включая иностранные поступления) — $98,9 млн. Согласно данным 2004 года доходы бюджета состояли из следующих статей: денежные средства по условиям Договора о свободной ассоциации с США — 31 %, федеральные и другие гранты — 26 %, налоги — 25 %, целевой фонд по возмещению ущерба за ядерные испытания — 5 %, другие источники — 13 %. Основными статьями расходов были образование (28 %), здравоохранение (20 %), специальные ассигнования (7 %), расходы, связанные с требованиями по возмещению ущерба ядерными испытаниями (6 %), амортизационные расходы (6 %), транспорт и коммуникации (4 %), затраты на обслуживание долгов (1 %), другие расходы — 28 %.
Внутренняя банковая система представлена двумя зарубежными (Банк Гуама в Маджуро и Банк Гавайев в Эбейе) и одним местным банком (Банк Маршалловых Островов). Банк Маршалловых Островов был учреждён 8 ноября 1982 года и в настоящее время имеет обширную сеть филиалов в стране.

## Культура

### Социальная организация
Ещё до появления на Маршалловых островах европейцев местное население было разделено на отдельные группы, члены которых обладали определёнными правами и обязанностями. В основе социальной организации маршалльского общества лежал вопрос о собственности на землю. Каждое поселение состояло из нескольких матрилинейных кланов (или марш. jowi). Основной формой социальной организации был род (или марш. bwij), представлявший собой группу людей, возводящих своё происхождение к общему предку, и построенный на основе матрилинейной системы, в которой все земельные права передавались по материнской линии. Глава клана (или марш. alab), обычно старейший мужчина главной линии рода, управлял землевладениями, принадлежавшими клану.
Землевладение (или марш. wāto) представляло собой небольшую полоску земли, тянувшуюся от лагуны до океанического побережья. Ввиду ограниченности открытых территорий, на этой же узкой полоске земли стоили и строят дома, рядом с которыми хоронят своих предков до сих пор. Одно или более землевладений находились под контролем матрилинейной линии. Местные вожди (или марш. irooj) обладали правом на весь атолл или его часть (моту). Главы кланов организовывали и управляли деятельностью людей, выделяли родам в пределах одного клана землю для пользования, а также организовывали и следили за работой общинников, которые обеспечивали местных вождей едой, преподносили им различные дары (или марш. ekkan). Общинники обладали земельными правами, но они постоянно перераспределялись главой клана. Постоянными земельными правами обладал только местный вождь, но только до тех пор, пока он не будет побеждён другим вождём.

### Культура и быт

#### Морские путешествия
Значительная отдалённость друг от друга островов страны, рыба как один из основных продуктов питания населения обусловили мастерство народа страны в рыболовстве, в том числе в сооружении каноэ (или марш. wa), которые способны преодолевать значительные расстояния. Сами же маршалльцы являются превосходными мореплавателями, которые за многие столетия научились путешествовать, ориентируясь по звёздам, облакам, течению, птицам и даже цвету океана.
Традиционные каноэ вырезались из древесины хлебного дерева с использованием плетёнки из кокосовой пальмы. Паруса вышивались женщинами из листьев пандануса. Всего существовали три вида каноэ с аутригером: каркар (марш. kōrkōr, использовалось для плавания или лова рыбы в лагуне атолла; могло вместить до трёх человек), типнол (марш. tipnol, использовалось для плавания в океане или лагуне; могло вместить до десяти человек) и уалап (марш. walap, использовалось при плавании на дальние расстояния; могло вместить до пятидесяти человек).
Для обучения мореплаванию островитянами использовались специальные карты, которые делали только мужчины из корня пандануса или жилок листа кокосовой пальмы. На них изображалось направление течения и волн, а ракушками каури обозначались острова. Всего существовало три вида таких карт: реббелиб (марш. rebbelib), на которых были показаны все Маршалловы острова или одна из двух островных цепей; медо (марш. medo) с изображением отдельных островов; маттанг марш. mattang или уаппепе (марш. wappepe) — небольшая карта квадратной формы, на которой было показано направление волн вокруг отдельного острова. Несмотря на то, что карты помогали ориентироваться в открытом океане, сами маршалльцы никогда не брали их в плавание, полагаясь на собственную память.
|  |  |

#### Традиционные ремёсла
Высокого уровня на Маршалловых Островах достигло плетение различных циновок, традиционной одежды и сумок из листьев пандануса, кокосовой пальмы и гибискуса. Плетёные циновки имеют широкое применение: талао (марш. tōlao) используется для сидения и делается из цельных листьев пандануса, которые сшиваются друг с другом; джепко (марш. jepko) используется в качестве ковра или подкладываются под циновку для сна; джанини (марш. janini) используется для сна, а джаб (марш. jab) — в качестве комнатного украшения. В домах маршалльцев также широко распространены настенные украшения круглой формы, или обон (марш. obon). На острове Кили выходцами с атолла Бикини плетутся красивые женские сумки и кошельки, а Ликиеп известен своими веерами.

#### Образцы искусства островитян

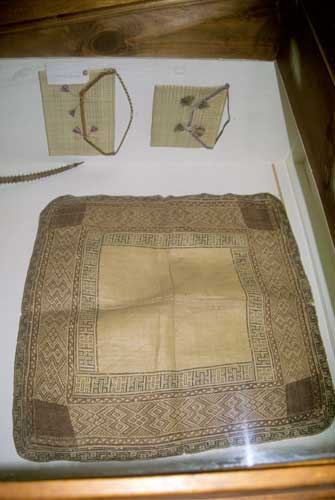
Кошельки и циновка, сплетённые из волокон пандануса и гибискуса.
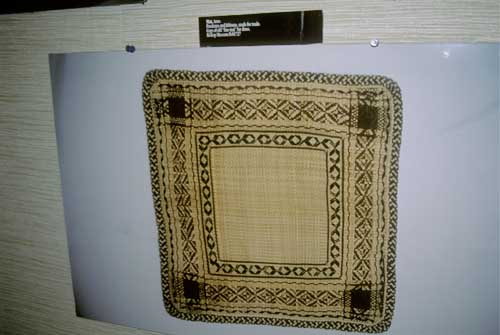
Циновка, сплетённая из волокон пандануса и гибискуса.
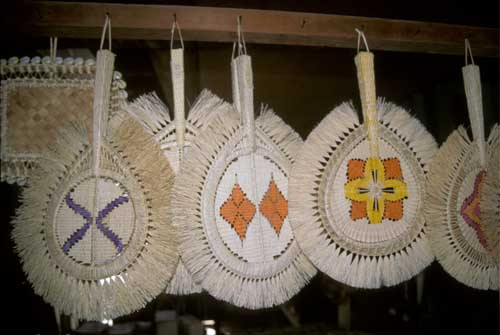
Маршалльские веера
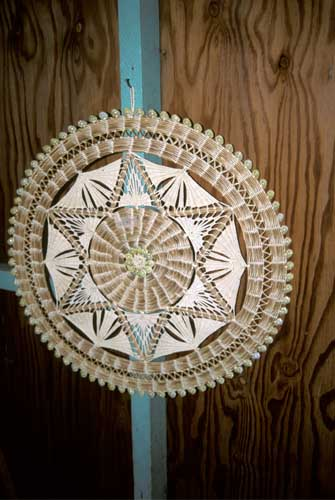
Настенная декорация, сплетённая из обесцвеченных волокон кокосовой пальмы

### Спорт
Маршалловы Острова не являются членом Конфедерации футбола Океании и ФИФА, поэтому её национальная сборная не может принимать участия в региональных и международных турнирах.
1 мая 2007 года в стране были проведены первые Национальные игры, на которых было представлено девять видов спорта: софтбол, настольный теннис, теннис, баскетбол, волейбол, лёгкая атлетика, гребля на каноэ и две традиционные спортивные игры, собравшие около 1000 участников.
Самым популярным видом спорта среди мужчин на островах является баскетбол. Ежегодно национальной баскетбольной федерацией проводятся соревнования. Теннисом в основном занимаются на атолле Маджуро, а местные теннисисты участвуют в Южнотихоокеанских играх.
В зимних Олимпийских играх страна ни разу не участвовала. На летних Олимпийских играх Маршалловы Острова были впервые представлены на играх 2008, которые состоялись в Пекине (Китай). Республику представляли пятеро спортсменов, участвовавших в соревнованиях по лёгкой атлетике, плаванию и тхэквондо, но ни один из них не занял призового места.

### Праздники
| Дата                       | Название                                          | Английское название             |
| -------------------------- | ------------------------------------------------- | ------------------------------- |
| 1 января                   | Новый год                                         | New Year’s Day                  |
| 1 марта                    | День поминовения и памяти жертв ядерных испытаний | Memorial & Nuclear Victim’s Day |
| пятница перед Пасхой       | Великая пятница                                   | Good Friday                     |
| 1 мая                      | День Конституции                                  | Constitution Day                |
| первая пятница июля        | День рыбака                                       | Fisherman’s Day                 |
| первая пятница сентября    | День труда                                        | Rijerbal (Worker’s) Day         |
| последняя пятница сентября | День традиций                                     | Manit (Custom) Day              |
| 17 ноября                  | День президента                                   | President’s Day                 |
| первая пятница декабря     | День Евангелия                                    | Gospel Day                      |
| 25 декабря                 | Рождество                                         | Christmas Day                   |

## Социальная сфера

### Здравоохранение

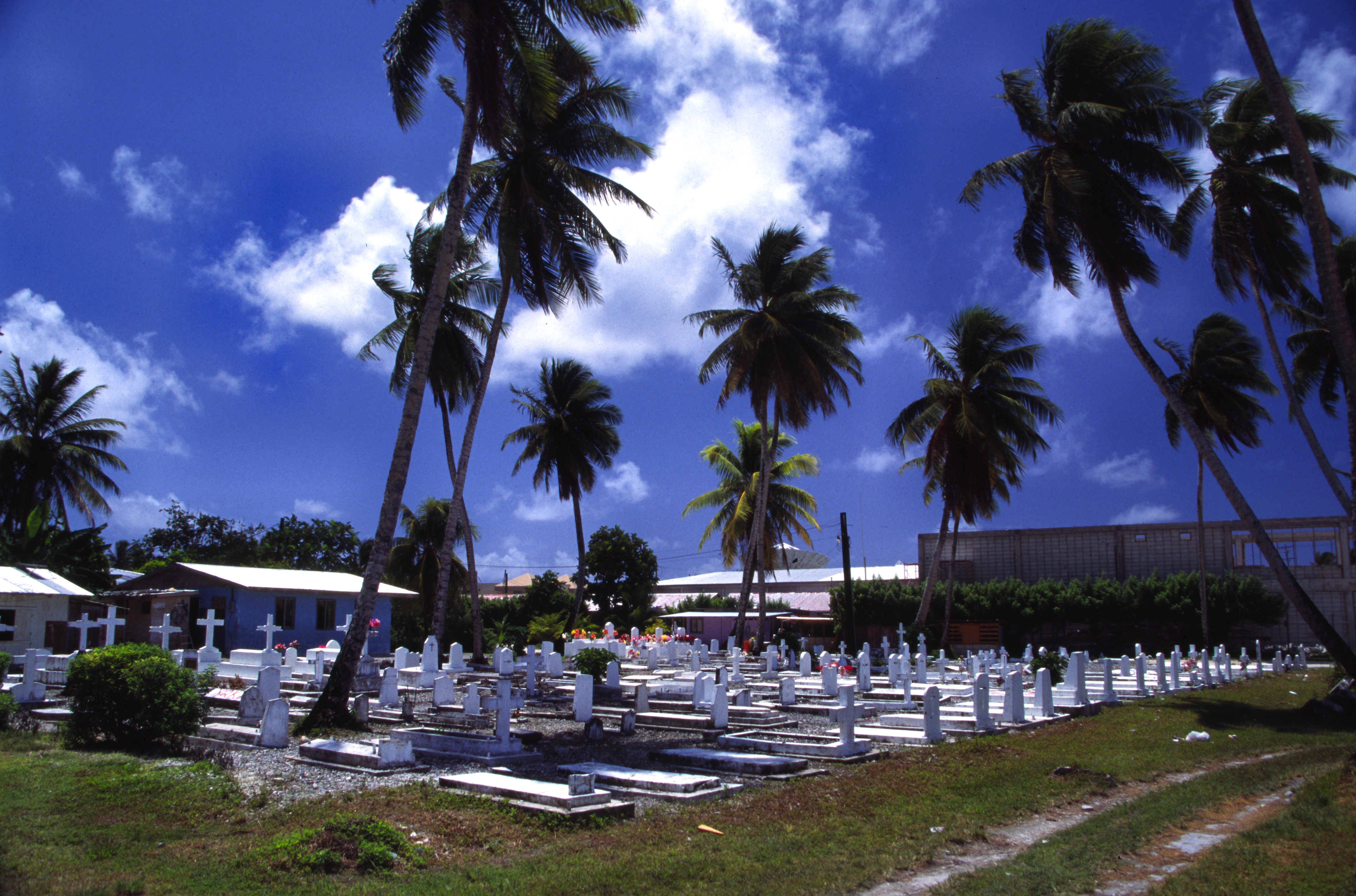
Городское кладбище Маджуро.

Система медицинских учреждений Маршалловых Островов включает две больницы, расположенные в городах Маджуро и Эбейе, и 49 центров здоровья на отдалённых островах. Больница Маджуро имеет 97 коек, а также оборудование, необходимое в общей медицине, хирургии, ортопедии, акушерстве, гинекологии, педиатрии, офтальмологии и стоматологии. Больница Эбейе обслуживает население Кваджалейна и близлежащих островов, имеет 43 койки.
В последние годы в стране отмечены улучшения в системе здравоохранения (например, снижение детской смертности, увеличение продолжительности жизни). Тем не менее из-за высокого прироста и плотности населения возросло количество людей с такими заболеваниями, как туберкулёз и лепра.
В отдельных районах Маршалловых Островов услуги в области здравоохранения отличаются низким качеством, что негативно сказывается на здоровье местного населения. Согласно проведённому исследованию, длившемуся с 1995 по 1999 года, 27 % детей младше пяти лет не получали достаточного количества питательных веществ, а 57 % населения в возрасте от 18 до 50 лет страдали от ожирения.
Меры правительства Маршалловых Островов по профилактике заболеваемости осуществляются достаточно медленно. Большинство денежных ресурсов, выделяемых для здравоохранения, идут на проведение различных программ по борьбе с такими заболеваниями, связанными с неправильным образом жизни, как диабет, гипертония, сердечно-сосудистые заболевания и рак. Зачастую больные вынуждены лечиться за пределами страны, например, в Гонолулу (Гавайи, США) или Маниле (Филиппины).
Многие граждане Маршалловых Островов страдают от раковых заболеваний, заболеваний щитовидной железы и различных опухолей, вызванных радиацией, причиной которой стали ядерные испытания на атоллах Бикини и Эниветок.

### Образование
Перед системой образования Маршалловых Островов стоит множество проблем, прежде всего вызванных необходимостью улучшения преподавания на всех уровнях обучения.
Образовательная система страны состоит из четырёх основных ступеней:
- дошкольное образование для детей от трёх до пяти лет через центры государственной программы «Head Start Program» (всего 49 центров) и школы с детсадовскими программами (3 государственные и 13 частных);
- обязательное начальное образование для детей в возрасте от шести до четырнадцати лет через систему государственных и частных школ (всего 100 школ);
- среднее образование для детей от пятнадцати до восемнадцати лет через систему государственных и частных школ (всего 17 школ);
- среднее специальное образование через Колледж Маршалловых Островов (англ. College of Marshall Islands) и образовательную программу USP-CMI[137].

В городе Маджуро также есть кампус Южнотихоокеанского университета, построенный в 1993 году.
В период с 1988 по 1999 года на Маршалловых Островах значительно возросло количество учащихся: в начальных школах — с 11 581 до 12 421 человек, в средних школах — с 1910 до 2667 человек. Однако в последующие годы количество учащихся начальных школ снизилось, что связано преимущественно с оттоком населения в другие страны (прежде всего, США): в 2004/2005 учебном году в начальных школах обучалось 10 281 человек. Доля учащихся от общего числа детей, достигших необходимо возраста для посещения школы, остаётся достаточно низкой (этот показатель увеличился незначительно: с 81,9 до 84,1 % для начальных школ и с 46,7 до 69,5 % в средних школах).